# Науково-практичний медичний центр дитячої кардіології та кардіохірургії МОЗ України
ДУ «Науково-практичний медичний центр дитячої кардіології та кардіохірургії» МОЗ України — спеціалізований та поки що єдиний медичний заклад, який робить операції дітям з вродженими вадами серця починаючи з перших днів життя. Коротка назва: Центр дитячої кардіології та кардіохірургії.
Розташований у Києві. Обстеження та лікування включно з операціями та медикаментами безкоштовні.
Очолює центр доктор медичних наук, кардіохірург Ілля Миколайович Ємець, який має багаторічний досвід роботи в провідних дитячих кардіоцентрах за кордоном в Мельбурні, Сіднеї, Торонто, Парижі.

## Історія
- 1992 — при Інститут серцево-судинної хірургії (ІССХ) АМН України відкрито відділення кардіохірургії та реанімації новонароджених, де проведена перша успішна оперативна корекція вродженої вади у новонародженого.

- 1996 — при ІССХ АМН України створено науковий відділ кардіохірургії та реанімації новонароджених, що очолив Ілля Ємець. Установа надає консультативно-лікувальну допомогу новонародженим із вродженими вадами серця не тільки для України, але і для країн СНД.

- 2003 — згідно з наказом Міністерства охорони здоров’я України № 150 від 02.04.2003 року на виконання постанови Верховної Ради України № 631-IV від 06.03.2003 року «Про створення та оснащення в Україні Центру кардіохірургії немовлят», створена Державна установа «Науково-практичний центр дитячої кардіології та кардіохірургії МОЗ України».

- 2006 — Центр дитячої кардіології та кардіохірургії з ІССХ НАМН України ім. М.М. Амосова переїхав в історичну медичну будівлю по вул. Чорновола 28/1.

- Грудень 2010 р. — відкрито другий корпус Центру по вул. Мельникова 24.[2]
- Березень 2022 р. — через Російське вторгнення в Україну відкрито філію на базі Львівського обласного кардіоцентру на вулиці Кульпарківській, 35.[3]
- Березень 2022 р. — розпочали роботу виїзні бригади Центру.[4]
- Травень 2022 р. — відкрито новозбудований корпус із сучасною ангіографічною операційною.[5]

## Цікавий факт
Перший корпус Центру розміщено в історичній будівлі «Безкоштовної лікарні цесаревича Миколи для чорноробів», що було збудовано у 1894 році за кошти відомого мецената Терещенка Миколи Артемійовича (Миколи Артемовича). 
Наразі на території Центру стоїть пам'ятник меценату та почесному громадянину Києва Миколі Терещенку, роботи київського скульптора Олександра Михайлицького.